# NGC 2929

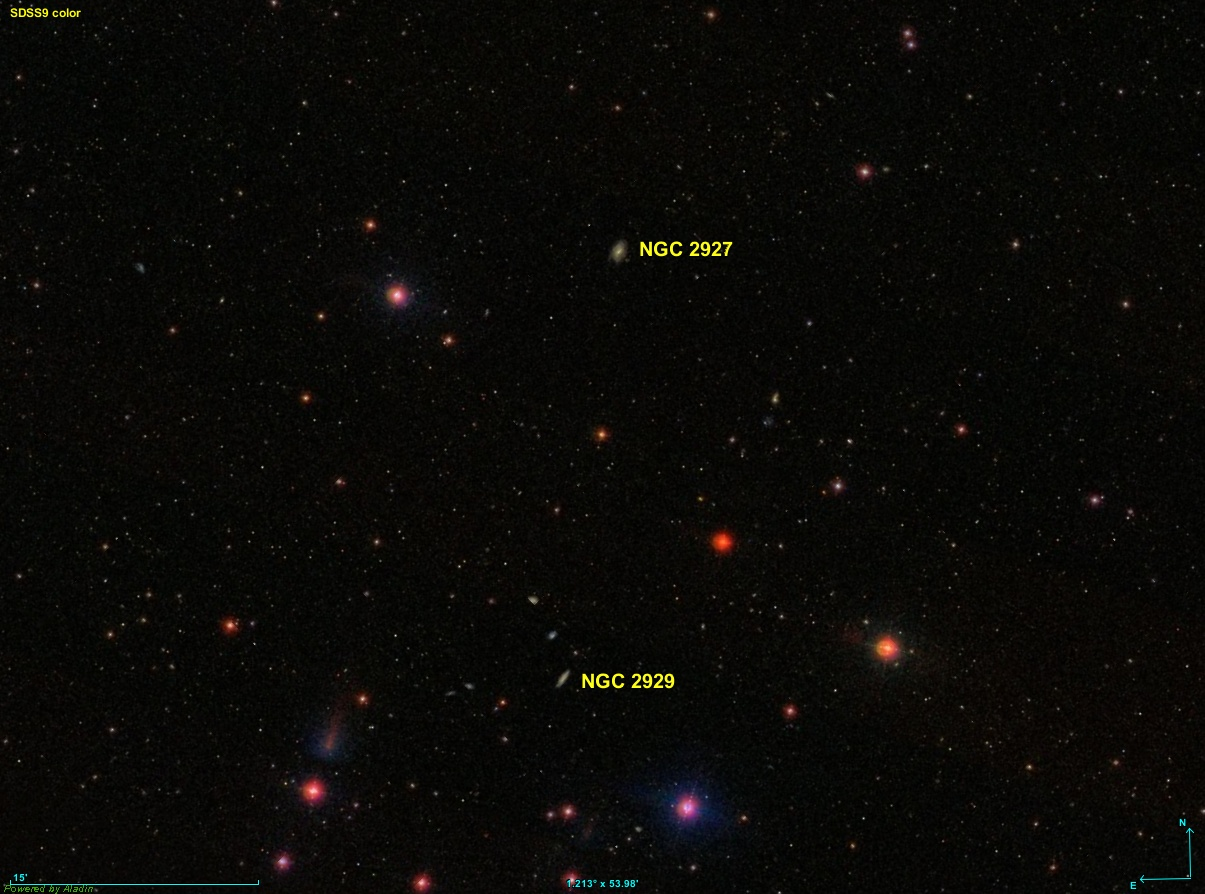
Emplacement de la paire de galaxie NGC 2927 et NGC 2929.

NGC 2929 est une galaxie spirale située dans la constellation du Lion. NGC 2929 a été découverte par l'astronome prussien Heinrich Louis d'Arrest en 1863.

## Caractéristiques
NGC 2929 présente une large raie HI.

### Distance
Sa vitesse par rapport au fond diffus cosmologique est de 7 794 ± 21 km/s, ce qui correspond à une distance de Hubble de 115,0 ± 8,1 Mpc (∼375 millions d'al).
À ce jour, cinq mesures non basées sur le décalage vers le rouge (redshift) donnent une distance de 104,400 ± 3,782 Mpc (∼341 millions d'al), ce qui est à l'intérieur des valeurs de la distance de Hubble. Notons cependant que c'est avec la valeur moyenne des mesures indépendantes, lorsqu'elles existent, que la base de données NASA/IPAC calcule le diamètre d'une galaxie et qu'en conséquence le diamètre de NGC 2929 pourrait être d'environ 43,5 kpc (∼142 000 al) si on utilisait la distance de Hubble pour le calculer. 

## Paire de galaxies
Les galaxies NGC 2927 et NGC 2929 sont rapprochées sur la sphère céleste et à des distances comparables de nous. Elles forment donc une paire de galaxies.

## Supernova
La supernova SN 2010jn a été découverte dans NGC 2929 le 12 octobre 2010 indépendamment par l'astronome amateur britannique Tom Boles ainsi que par les astronomes amateurs canadien Jack Newton et américain Tim Puckett, Cette supernova était de type Ia-pec.

## Un groupe de galaxies oublié?

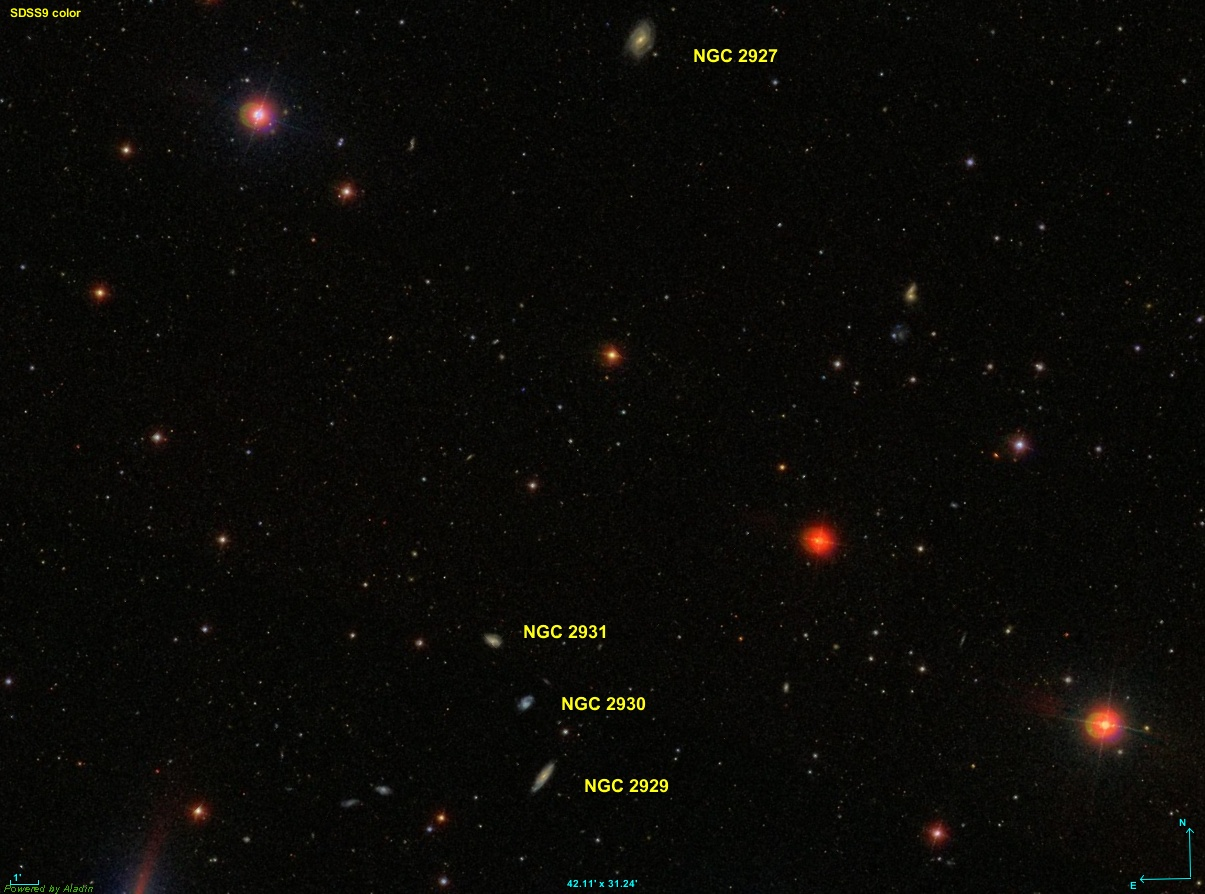
Un groupe de quatre galaxies dans la constellation du Lion?

Les galaxies NGC 2927, NGC 2929, NGC 2930 et NGC 2931 sont dans la même région de la constellation du Lion. Trois de ces quatre galaxies sont à des distances très semblables de la Voie lactée : NGC 2727 à 377 Mal, NGC 2929 à 375 Mal, NGC 2930 à 369 Mal et NGC 2931 à 374 Mal. On pourrait fort bien affirmer qu'elles forment un groupe de galaxies, mais aucune des sources consultées ne le mentionne.